# NGC 4656
NGC 4656 is een balkspiraalstelsel in het sterrenbeeld Jachthonden. Het hemelobject ligt ongeveer 40 miljoen lichtjaar van de Aarde verwijderd en werd op 20 maart 1787 ontdekt door de Duits-Britse astronoom William Herschel. Dankzij de opmerkelijke vorm van dit stelsel, alsook van het naburige stelsel NGC 4657, kregen beide stelsels de gemeenschappelijke bijnaam Hockeystick, alsook Crowbar (koevoet / breekijzer).

## Synoniemen
- UGC 7907
- IRAS 12417+3228
- MCG 5-30-66
- KCPG 350B
- ZWG 159.65
- FGC 174A
- KUG 1241+324
- PGC 42863